# تیم ملی فوتبال زنان ترکیه
تیم ملی فوتبال زنان ترکیه نمایندهٔ زنان این کشور در ردهٔ ملی است.این تیم در سال ۱۹۹۵ تأسیس شد و در مسابقات فوتبال زنان اروپا و انتخابی یوفا برای جام جهانی فوتبال زنان به رقابت پرداخت. تیم ملی فوتبال زنان ترکیه تحت نظارت فدراسیون فوتبال ترکیه (مخفف:TFF) اداره می‌شود که رده‌های متفاوت سنی تیم زنان مانند تیم ملی زنان و تیم ملی فوتبال زنان زیر ۱۹ سال ترکیه و تیم زنان زیر ۱۷ سال و تیم زیر ۱۵ سال را شکل داده است و بر آن نظارت دارد. تیم ملی فوتبال زنان زیر ۱۹ سال ترکیه در سال ۲۰۰۱ تشکیل شد و در مسابقات انتخابی جام ملتهای زنان اروپا زیر ۱۹ سال شرکت کرد.تیم زنان زیر ۱۷ سال ترکیه در سال ۲۰۰۶ تأسیس شد.این تیم در انتخابی جام ملتهای زنان اروپا زیر ۱۷ سال نیز مشارکت می‌کنند. تیم زیر ۱۵ سال دختران ترکیه نیز در مسابقات فوتبال بازی‌های المپیک جوانان و دیگر تورنومنت‌های شرکت می‌کند.
در حال حاضر تیم ملی فوتبال زنان ترکیه در رده‌بندی جهانی فیفا زنان در جایگاه پنجاه و هشتم جهان قرار دارد.

## بازیکنان

### اعضای تیم کنونی
این فهرست تنها شامل بیشترین بازی و بیشترین گل زده در تیم الف است.
- سرمربی: طلعت تونجل
- مربی: آیتورک کییجی
- مربی دروازه بان ها: یاسین سیراو

| ش. | پست       | بازیکن              | ت‌ت (سن)                  | بازی | گل | باشگاه                        |
| -- | --------- | ------------------- | ------------------------ | ---- | -- | ----------------------------- |
| 1  | دروازه‌بان | سلدا آکگوز          | ۹ ژوئن ۱۹۹۳ ‏(۳۱ سال)     | 6    | 0  | Trabzon İdmanocağı            |
| 12 | دروازه‌بان | مریم کوچ            | ۳ ژوئیهٔ ۱۹۹۱ ‏(۳۳ سال)    | 0    | 0  | Adana İdmanyurduspor          |
|    |           |                     |                          |      |    |                               |
| 3  | مدافع     | دیدم کاراگنچ        | ۱۵ ژانویهٔ ۱۹۹۷ ‏(۲۸ سال)  | 30   | 0  | Konak BS                      |
| 4  | مدافع     | اسرا سیبل تزکان     | ۲۳ فوریهٔ ۱۹۹۳ ‏(۳۲ سال)   | 7    | 0  | 1. FFC Bergisch Gladbach 2009 |
| 9  | مدافع     | اسرا ارول (کاپیتان) | ۶ نوامبر ۱۹۸۵ ‏(۳۹ سال)   | 53   | 8  | Kireçburnu Spor               |
| 13 | مدافع     | صفا مروه نالچجی     | ۲۸ ژوئیهٔ ۱۹۹۳ ‏(۳۱ سال)   | 0    | 0  | بشکیتاش                       |
| 14 | مدافع     | باشک گونددو         | ۲۳ آوریل ۱۹۹۲ ‏(۳۲ سال)   | 0    | 0  | بشکیتاش                       |
| 15 | مدافع     | باهار گوونچ         | ۱۵ ژانویهٔ ۱۹۹۷ ‏(۲۸ سال)  | 3    | 0  | 1207 Antalya Muratpaşa BS     |
| 17 | مدافع     | سررا چان            | ۱۷ فوریهٔ ۱۹۹۷ ‏(۲۸ سال)   | 3    | 0  | 1207 Antalya Muratpaşa BS     |
| 18 | مدافع     | امینه دمیر          | ۱۱ نوامبر ۱۹۹۳ ‏(۳۱ سال)  | 4    | 0  | Trabzon İdmanocağı            |
| 20 | مدافع     | جانسو یا            | ۲۲ ژوئن ۱۹۹۰ ‏(۳۴ سال)    | 37   | 3  | Konak BS                      |
|    |           |                     |                          |      |    |                               |
| 5  | هافبک     | چیدم بلجی           | ۱۷ ژوئن ۱۹۸۷ ‏(۳۷ سال)    | 47   | 0  | Kireçburnu Spor               |
| 6  | هافبک     | مدینه ارکان         | ۱۰ سپتامبر ۱۹۹۵ ‏(۲۹ سال) | 3    | 0  | Ataşehir BS                   |
| 7  | هافبک     | اجه تورکوگلو        | ۱۴ آوریل ۱۹۹۹ ‏(۲۵ سال)   | 1    | 1  | Kdz. Ereğlispor               |
| 8  | هافبک     | چالا کرکماز         | ۱۴ نوامبر ۱۹۹۰ ‏(۳۴ سال)  | 12   | 0  | 1. FC Lübars                  |
| 11 | هافبک     | گیزم گنولتاش        | ۱۳ ژوئیهٔ ۱۹۹۳ ‏(۳۱ سال)   | 3    | 0  | بشکیتاش                       |
|    |           |                     |                          |      |    |                               |
| 10 | مهاجم     | ملیکه پکل           | ۱۴ آوریل ۱۹۹۵ ‏(۲۹ سال)   | 9    | 0  | بایرن مونیخ                   |
| 16 | مهاجم     | ابرو توپچو          | ۲۷ اوت ۱۹۹۶ ‏(۲۸ سال)     | 19   | 5  | Konak BS                      |